# Paul-Henry Gendebien
Paul-Henry Gendebien (Hastière-par-delà, 9 juli 1939 – Luik, 3 mei 2024) was een Belgisch Waalsgezind politicus.

## Levensloop
Baron Paul-Henry Gendebien is een zoon van Marc Gendebien (1912-1944) en Guillemette Carton de Wiart (1913-1996). Marc Gendebien was een zoon van senator Paul Gendebien en een broer van volksvertegenwoordiger Charles Gendebien. Guillemette Carton de Wiart was een dochter van premier Henri Carton de Wiart. Paul-Henry trouwde met Estelle Desmet (1937) en ze kregen vier kinderen.
Afstammende van Jean-François (1753-1838), die mee de Belgische Grondwet hielp opstellen, en van Alexandre Gendebien, die zetelde in de Voorlopige Regering en in het Nationaal Congres en een belangrijke rol speelde bij de Belgische Revolutie van 1830, telde Gendebien verschillende katholieke senatoren en volksvertegenwoordigers onder zijn voorouders. Hij was ook een kleinzoon van Henry Carton de Wiart. Zijn vader, piloot tijdens de Tweede Wereldoorlog, sneuvelde in 1944 bij Amersfoort.
Na lagere school te hebben gevolgd in Marbaix-la-Tour, werd hij voor zijn middelbare studies intern in de abdijschool van Maredsous, maar volbracht zijn retorica in de Collège de Bonne Espérance bij Binche. Op het einde van zijn universiteitsjaren in de Brusselse Facultés Saint-Louis en in de Université catholique de Louvain, promoveerde hij in 1962 tot doctor in de rechten en in 1964 tot licentiaat in de economische wetenschappen.
In 1964 werd hij medewerker bij de CRISP en nadien vertrok hij naar Congo, waar hij van 1965 tot 1967 werkzaam was als assistent aan de universiteit van Kinshasa. Terug in België werd hij bestuurder van Inter Sud, de intercommunale voor economische ontwikkeling en ruimtelijke ordening in Zuid-Henegouwen, en van 1967 tot 1971 directeur van het Economisch en Sociaal Studiebureau van de provincie Henegouwen.Door deze activiteiten kreeg hij het besef dat de economische toestand van Wallonië op instorten stond.
Dit bracht er hem toe aan te sluiten bij het Rassemblement Wallon, overtuigd dat België moest decentraliseren. Hij bekritiseerde dat er meer fondsen werden toegekend aan de welvarende gewesten in Vlaanderen en minder aan in crisis verkerende gewesten in Wallonië.
In 1970 werd hij verkozen tot gemeenteraadslid in Thuin en vervulde dit mandaat tot in 1982. In de stad was hij van 1977 tot 1982 schepen van Economische Zaken, Leefmilieu en Ruimtelijke Ordening. Daarenboven werd hij in 1971 verkozen tot lid van de Kamer van volksvertegenwoordigers voor het arrondissement Thuin en dit mandaat vervulde hij tot in 1981. Door het toen bestaande dubbelmandaat was hij van 1971 tot 1980 ook lid van de Cultuurraad voor de Franse Cultuurgemeenschap en van 1974 tot 1977 lid van de voorlopige Waalse Gewestraad en zetelde hij van 1980 tot 1981 in de Waalse Gewestraad en de Franse Gemeenschapsraad. Zijn tussenkomsten en voorstellen hadden meestal betrekking op de nodige infrastructuurwerken in Wallonië, op de landbouwproblemen en op het milieu. Van 1977 tot 1982 was hij in Thuin  en van 1975 tot 1980 zetelde Gendebien tevens in de Gewestelijke Economische Raad voor Wallonië.
In oktober 1974 werd hij voorzitter van de Rassemblement Wallon, die net in de regering-Tindemans II was gestapt. Hij bevestigde de keuze van de partij voor het federalisme en voor solidariteit met Brussel. Hij behield dit voorzitterschap tot in 1979. Ook al behoorde zijn partij tot de regeringsmeerderheid, hij bleef kritiek uitoefenen op allerhande aspecten van het regeringsbeleid. Toen de partij in 1976 besloot om een linksere koers te varen, namen verschillende partijkopstukken als François Perin, Etienne Knoops en Jean Gol ontslag uit het RW. In maart 1977 werden de ministers van de partij, Pierre Bertrand en Robert Moreau, bovendien door premier Leo Tindemans tot ontslag gedwongen. De aanleiding hiervoor was het feit dat de RW-parlementsleden de begroting voor Economische Zaken weigerden goed te keuren, omdat er volgens hen te weinig inspanningen werden gedaan om de Waalse staalindustrie te redden. Vanaf dan ging het bergaf met de partij: bij de verkiezingen van april 1977 haalde de partij nog slechts vijf verkozenen, in 1978 vier en in 1981 twee.
In juni 1979 werd Gendebien, op een lijst RW-FDF, verkozen tot Europees Parlementslid, een mandaat dat hij vervulde tot in 1984. Hij verklaarde dat hij niet als Belg maar als Waal zou zetelen. Hij ondersteunde in stijgende mate het idee van Waalse onafhankelijkheid. In 1980 weigerde hij deel te nemen aan de vieringen voor 150 jaar België. In plaats daarvan nam hij deel aan het Congres van de Waalse separatisten in Luik.
Na hun samenwerking bij de Europese verkiezingen besloten RW en FDF in 1981 een kartel te vormen, hetgeen heel wat interne spanningen veroorzaakte in het RW. De strekking rond Gendebien, die resoluut voor Waalse onafhankelijkheid wilde gaan, vond dat een kartel met de Brusselse partij dat doel in de weg stond en scheurde zich af, nadat beslist werd om het kartel met FDF te behouden. Gendebien stichtte vervolgens de Rassemblement populaire wallon en nam in kartel met Indépendance de la Wallonie van Étienne Duvieusart deel aan de verkiezingen van november 1981. Er werden enkel lijsten ingediend in Henegouwen, die circa vijf procent van de stemmen behaalden, maar geen zetels. In 1983 keerde Gendebien terug naar de Rassemblement Wallon. Bij de Europese verkiezingen van 1984 was hij kandidaat op de lijst Présence wallonne en Europe, maar hij raakte niet herkozen.
In 1985 sloot hij met enkele vrienden aan bij de PSC, in de schoot van een groep die ze l'Alliance démocratique wallonne noemden. Hij was er de voorzitter van, samen met Pierre Falise. Bij de wetgevende verkiezingen van dat jaar werd hij verkozen tot PSC-volksvertegenwoordiger voor het arrondissement Namen en vervulde dit mandaat tot in 1987. Zijn geestesgenoot Pierre Falise werd tot senator verkozen. Gendebien kantte zich onmiddellijk tegen de volmachten die de regering onder leiding van Wilfried Martens vroeg. Hij verklaarde ook dat José Happart burgemeester van Voeren moest worden en de Voerstreek naar Wallonië moest terugkeren. In de Waalse Gewestraad had de coalitie PSC-PRL slechts één zetel meerderheid, hetgeen aan Gendebien - die door zijn mandaat ook daar zetelde - heel wat mogelijkheden verschafte om zijn invloed te laten gelden, onder meer voor wat betreft de Voerstreek. Van 1985 tot 1988 was hij PSC-fractieleider in de Waalse Gewestraad.
Bij de verkiezingen van december 1987 stond hij als eerste opvolger op de PSC-Kamerlijst in het arrondissement Luik, maar omdat de verkozen Georges Flagothier aan zijn mandaat verzaakte, kon hij in januari 1988 opnieuw de eed afleggen als Kamerlid. In oktober 1988 nam hij echter ontslag uit zijn parlementaire mandaten en werd hij, in opvolging van Lucien Outers, vertegenwoordiger van de Franse Gemeenschap in Parijs, een ambt dat hij tot in 1996 bekleedde. 
Na afloop van zijn mandaat richtte hij zich opnieuw op de Waalse strijd. Bij de verkiezingen van 1999 diende hij lijsten in onder de naam WALLON in Henegouwen, die gemiddeld 2,6% van de stemmen behaalden. Hij koos toen duidelijk voor een aanhechting van Brussel en Wallonië bij Frankrijk. Hij hielp daarom in november 1999 de Rassemblement Wallonie-France op te richten, een rattachistische partij die Wallonië van België wil afsplitsen en laten aansluiten bij Frankrijk, en werd er voorzitter van. Deze partij nam deel aan de federale verkiezingen in 2003 en aan de gewestelijke en Europese verkiezingen in 2004. De behaalde stemmen cijferden niet hoger dan gemiddeld één procent. Gendebien bleef tot 2006 voorzitter van deze partij. In 2008 nam hij het covoorzitterschap (opnieuw) op zich, samen met Laurent Brogniet. Ditmaal bleef hij in functie tot in maart 2012.
Na Mei '68 stond hij vijandig tegenover een centraliserende en bureaucratische staat, maar na verloop van tijd evolueerde hij naar de 'republikeinse staat', een vorm van centralistische eenheidsstaat.

## Publicaties
- L’intervention des Nations Unies au Congo, 1960-1964
- Splendeur de la liberté
- L’environnement… un problème politique pour la Wallonie, pour l’Europe, pour le monde, Institut Jules Destrée, 1973